# David Grifhorst
David Grifhorst (Deventer, 22 juni 1978) is een Nederlandse televisieregisseur. Hij heeft gewerkt aan programma's zoals The Passion, De Wereld Draait Door, Knevel & Van den Brink, Radar en Opsporing Verzocht.

## Biografie en carrière
Grifhorst werd geboren in Deventer en ging daar naar de Prins Mauritsschool. Daarna volgde hij het gymnasium aan het Baudartius College in Zutphen. Zijn televisieloopbaan begon in 2000. Als regisseur en decorontwerper was hij betrokken bij verschillende actualiteitenprogramma's, zoals Netwerk, De Wereld Draait Door en Knevel & Van den Brink. Ook werkte hij mee aan verschillende grote shows, zoals Dancing with the Stars, Idols en het Gouden Televizier-Ring Gala. Landelijke bekendheid verwerft hij echter door zijn betrokkenheid bij The Passion, waarvoor hij jaarlijks de regie en het decorontwerp verzorgt. In 2016 regisseerde hij de eerste Amerikaanse versie van The Passion, uitgezonden door Fox.
Naast regie en decorontwerp is Grifhorst ook de bedenker van de spelshow The Exit List, die sinds 10 januari 2012 op de Britse zender ITV1 te zien is en inmiddels ook is verkocht aan American Broadcasting Company (ABC). Begin 2014 ging Grifhorsts eerste speelfilm Kris Kras in première, die hij heeft geregisseerd voor Telefilm 2014. Bij Radar en Opsporing Verzocht heeft hij bijgedragen aan het ontwerp van een nieuw en duurzaam decor.
Grifhorst heeft de regie en het decorontwerp gedaan voor de BNNVARA-show Scheefgroei in de Polder, een tweeluik met Jeroen Pauw op NPO1.
Hij is ook betrokken bij Scrooge Live, een tv-productie die aandacht vraagt voor armoede onder kinderen in Nederland. De show werd in 2024 voor de vijfde keer uitgezonden, met Grifhorst als regisseur en decorontwerper.

## Filmografie
Dit overzicht is mogelijk incompleet; u kunt helpen door het uit te breiden.
- Scrooge Live (2020 – 2024)
- The Passion (2011 – 2025)
- All You Need Is Love
- Dancing with the Stars
- De Vrienden van Amstel LIVE!
- Guus Meeuwis Live RTL4
- Idols
- De Slimste Mens
- The Beach Boys in Concert
- Jochem Myjer in Carre
- Gouden Televizier-Ring Gala
- Bruno Mars Billboard Music Awards
- Kerst met de Zandtovenaar
- Kerstfeest op de Dam
- Kerstfeest in de Stad
- The National Polish Independence Concert 2018
- Stef Bos In een ander Licht Concert
- Maanlanding Live met Andre Kuipers
- The SpaceXperience LIVE in Ziggo Dome
- The Christmas Show in Ziggo Dome